# Spedizione di Terranova (1702)
La spedizione di Terranova fu una battaglia combattuta nel corso della guerra di successione spagnola combattuta tra l'agosto e l'ottobre del 1702 che ebbe come obbiettivo da parte degli inglesi il tentativo di erodere gli insediamenti coloniali francesi nell'Atlantico Settentrionale, nell'isola di Terranova e nella sua dipendenza di Saint Pierre. La spedizione occupò i primi giorni della Guerra della regina Anna, nome con cui è noto il teatro di guerra nordamericano della Guerra di successione spagnola.
La flotta di Leake discese lungo gli insediamenti francesi delle coste nord di Terranova, distruggendo molti porti ed infrastrutture. Gli inglesi catturarono molti pescherecci e mercantili, distruggendo gran parte dell'insediamento sull'isola di Saint Pierre. In un ultimo guizzo di attività prima di fare ritorno in Inghilterra, Leake catturò diverse navi di un convoglio mercantile francese destinato all'Europa. Più di 50 navi vennero catturate e sei insediamenti stagionali vennero distrutti. La base fortificata francese di Plaisance non venne attaccata.

## Antefatto
Le ostilità nella Guerra di successione spagnola avevano avuto inizio nel 1701, ma l'Inghilterra non ne era rimasta coinvolta sino al 1702, quando pianificò una spedizione navale contro la Spagna. Il 9 giugno 1702 Terranova divenne un obbiettivo sensibile quando George Churchill, consigliere capo del lord grand'ammiraglio principe Giorgio di Danimarca, informò il capitano John Leake con una lettera dove disse: "Ho proposto al principe di mettervi al comando di uno squadrone diretto a Terranova; voi sarete capo di quello squadrone". La spedizione di Leake ebbe inizio il 24 giugno con lo scopo di investigare le forze francesi a Terranova e "infastidirli nei loro porti di pesca sul mare". Egli inoltre avrebbe dovuto condurre e scortare navi mercantili in entrambe le direzioni, stendere un rapporto sulle condizioni degli insediamenti inglesi e svolgere l'incarico di governatore del territorio mentre si trovava in quella posizione. Per condurre questa spedizione gli venne affidato il comando della HMS Exeter e di una piccola flotta annessa. Il 22 luglio 1702, partì da Plymouth con nove navi, tra cui sei di linea. Oltre all'ammiraglia, tra le sue navi erano incluse la HMS Assistance, la 'HMS Montagu, la HMS Lichfield, la HMS Medway e la HMS Reserve.
Terranova era stata il luogo di alcuni conflitti già all'epoca della Guerra di re Guglielmo (1689–1697). Le spedizioni più ambiziose erano state condotte da forze indiane e francesi guidate da Pierre Le Moyne d'Iberville nel 1696. La sua spedizione di razzia era stata altamente distruttiva: distrusse completamente gran parte degli insediamenti inglesi sull'isola. Molti di questi vennero ricostruiti poco dopo, ed il principale porto inglese della zona, quello di St. John's, venne pesantemente fortificato.
Gli insediamenti francesi a Terranova erano relativamente pochi. Gran parte di questi insediamenti, come ad esempio quello di Trepassey Bay e di St. Mary's Bay, erano usati solo in estate dai pescatori che tornavano poi in Europa alla fine della stagione. La città principale di Plaisance era invece un insediamento stabile e le sue fortificazioni ospitavano una piccola guarnigione francese. Nel 1702 la città si trovò temporaneamente sotto il comando di Philippe Pastour de Costebelle, capitano delle troupes de la marine francesi che stava aspettando l'arrivo del governatore successivo, Daniel d'Auger de Subercase (che giunse solo nel 1703). La popolazione francese a Terranova era molto ridotta con solo 180 abitanti presenti quando la colonia venne abbandonata nel 1713.
I francesi avevano inoltre un piccolo insediamento sull'isola di Saint Pierre, poco più a sud di Terranova, nel Golfo di San Lorenzo. Il suo governatore, Sébastien Le Gouès de Sourdeval, era giunto solo nel luglio del 1702 e vi aveva eretto un forte di legno armato con alcuni cannoni.

## I raids

### Terranova
La flotta di Leake giunse alla fine di agosto alla Bay Bulls. Dagli abitanti gli inglesi seppero che due pescherecci francesi erano ancorati a Trepassey Bay, e che due navi da guerra erano ancorate invece nei pressi della capitale francese locale, Plaisance. Leake inoltre seppe che i francesi occasionalmente ponevano delle spie ad osservare le attività della Bay Bulls, e pertanto essi attesero tre giorni prima di muoversi.

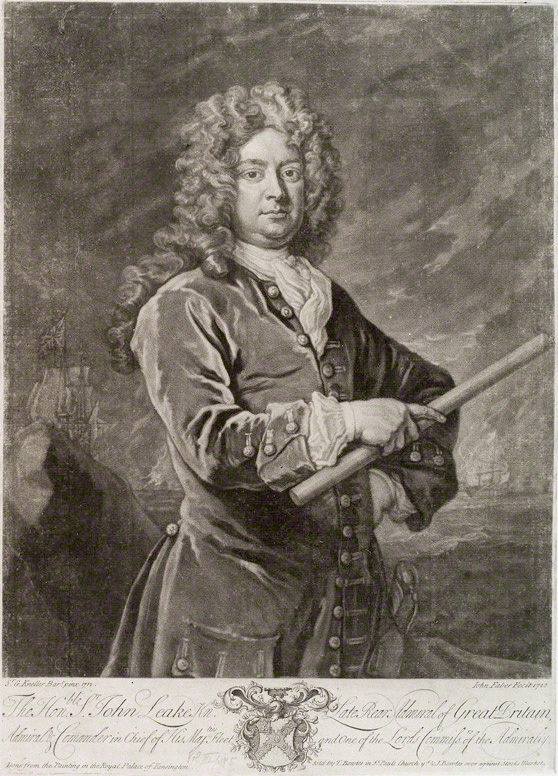
Il commodoro John Leake

Leake si mosse quindi con velocità da sud e da ovest verso gli accampamenti francesi. Il 28 agosto la flotta fece le sue prime catture, prendendo una nave francese da poco giunta dall'isola della Martinica, con la quale combatté a Trepassey Bay, ed altre due vennero abbattute dalla HMS Lichfield. Il giorno successivo Leake catturò un'altra nave alla St. Mary's Bay per mano della HMS Montagu. Ordinado alla HMS Montagu, alla HMS Lichfield ed alla Charles Galley di portarsi a Colinet, Leake portò il resto della flotta a St. Mary's. Qui si dedicò, sbarcando le truppe, alla distruzione di stazioni di pesca, case, arsenali e cantieri navali, oltre a navi e piccole barche trovate sul posto.
Dopo aver distrutto le risorse di Colinet, la flotta si raggruppò il giorno 30 agosto. Leake ordinò che alcune delle sue navi lo scortassero a St. John's, e poi verso Capo Race dove attesero 14 giorni prima di attaccare nuovamente. Leake impiegò la HMS Montagu e la HMS Lichfield per distruggere St. Lawrence mentre lui personalmente salpò alla volta di Saint Pierre.

### Saint Pierre
Leake giunse a Saint Pierre il 1º settembre. Il cattivo tempo gli impedì di fare il proprio ingresso nel porto sino al giorno successivo. Dalla sua posizione fu in grado solo di catturare due delle otto navi che si trovavano nel porto perché il resto riuscì a sfuggire. Il 3 settembre nuovamente cercò di avvicinarsi al porto, ma non riuscì a sbarcare, e lasciò quindi Saint Pierre per St. John's.
La flotta di Leake si riassemblò a St. John's il 7 settembre. Metà delle sue navi, guidate dalla HMS Medway e dalla Charles Galley, ritornarono a Saint Pierre per distruggere l'insediamento, mentre egli personalmente con l'altra metà delle navi fece rotta verso Bonavista. Qui sperava di acquisire nuove informazioni sui porti francesi della zona, ma non gli riuscì di trovare nessuno disposto a collaborare e, con l'avanzare dell'inverno, fece ritorno a St. John's. Il 2 ottobre si incontrò con l'altra metà della flotta che aveva portato invece a compimento la distruzione di Saint Pierre.
Il governatore di Saint Pierre, Sourdeval, riportò in una lettera datata 11 ottobre che gli inglesi avevano sbarcato uomini per ben due volte, il 7 e l'8 ottobre. Il secondo di questi sbarchi era stato della portata di 400 uomini che lo avevano assediato nel suo piccolo forte. Egli si arrese dopo alcuni scambi di colpi e diverse ore di schermaglie, dopo le quali gli inglesi riuscirono a distruggere gran parte delle fortificazioni. A quel punto gli inglesi usarono il sito per porvi i 52 prigionieri francesi fatti durante gli scontri e se ne andarono.

### Lo scontro col convoglio francese

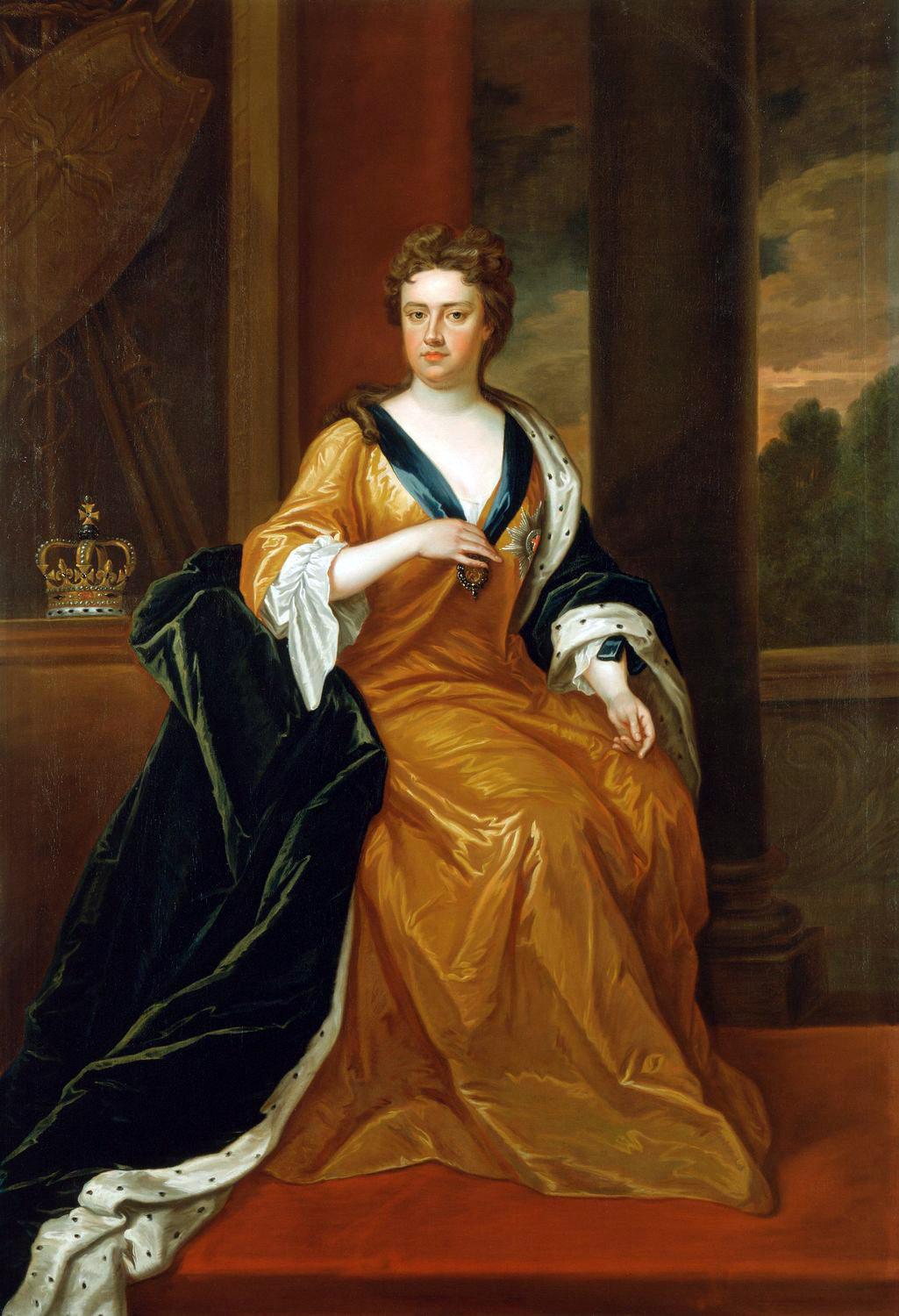
Anna di Gran Bretagna in un ritratto di Sir Godfrey Kneller

Leake iniziò quindi a dividere la flotta per dare inizio alle operazioni di ritorno in Europa. La HMS Montagu e la HMS Looe vennero assegnate ad un convoglio mercantile destinato al Portogallo, mentre la HMS Reserve, la Charles Galley e la HMS Firebrand vennero inviate a scortare quelle destinate all'Inghilterra. Leake prese con sé il resto della flotta e rimase a Cape Race per diverse settimane, sperando di intercettare un convoglio francese prima dell'arrivo dell'inverno. Malgrado le frequenti tempeste stagionali, Leake riuscì ad assaltare otto navi ed a metà ottobre salpò alla volta dell'Inghilterra.

## Conseguenze
Leake riportò la cattura di 51 navi in tutto. Sedici vennero inviate in Inghilterra, sei in Portogallo, cinque vendute al porto di St. John's. Lasciò due navi a St. John's come parte delle sue forze difensive. Le navi rimanenti, inclusi i cargo ed i beni di vendita che non erano stati ancora scaricati, vennero distrutti o consumati sul posto. Vennero distrutti sei insediamenti francesi: Trepassey, St. Mary's, Colinet, Great e Little St. Lawrence, e Saint Pierre. Al suo ritorno in Inghilterra, Leake venne ricevuto a corte dalla regina Anna che si complimentò personalmente con lui per l'opera svolta a danno dei francesi. Venne promosso contrammiraglio per le sue azioni, e da allora condusse una brillante carriera per il resto della guerra, servendo in acque europee.
Terranova continuò ad essere oggetto di contese durante tutta la guerra, con ciascuna delle due parti interessata più ad una guerra economica per danneggiare l'avversario che ad una vera e propria conquista coloniale. L'insediamento principale degli inglesi a St. John's venne assediato nel 1705 e catturato definitivamente nel 1709 dalle forze francesi di Plaisance. La sovranità sull'intera isola passò alla Gran Bretagna solo nel 1713 col Trattato di Utrecht, anche se ai francesi vennero garantiti alcuni diritti di pesca e di libera navigazione. Saint Pierre passò anch'essa sotto il controllo britannico, ma con la vicina isola di Miquelon venne poi data alla Francia dopo la Guerra di Successione austriaca.